# Gasteracanthinae
Gasteracanthinae è una sottofamiglia di ragni appartenente alla famiglia Araneidae.
Il nome deriva dal greco γαστήρ, gastèr, cioè ventre, stomaco, e ᾶκανθα, àcantha, cioè spina, a causa della pluralità e varietà di spine di cui è bordato l'opistosoma e la parte ventrale.

## Tassonomia
Al 2007, si compone di due tribù:
- Caerostrini
- Gasteracanthini